# ちゃおくん
ちゃおくんは、IBC岩手放送のマスコットキャラクター。2001年登場。

## 概要
- 犬をモチーフにしており、犬種はイタリア犬。
  - 体の色が、白・緑・赤とイタリアの国旗をイメージしている。
- ちゃおが登場した2001年、ちゃおのデビューと同時にキャッチコピーに「みciao!きいciao!IBC」を採用。 県内では堅く真面目な印象のあったIBCのイメージアップに一役買っている。
- ちゃおくんのほかにも、ガールフレンドのうのちゃんやパンダにそっくりな犬のぺそがいる。そして、2006年10月には、ちゃおとうのが結婚。その子供としてデジタル放送をイメージしたおらが新しく登場している。
  - おらは、背中にロケットを背負っており、空を飛ぶ事が出来るのが特徴。
- デビューした2001年から放送開始後・放送終了前に「ちゃおくんえかきうた」を放送していた（現在は終了）。

## 他の県内NHK・民放局のキャラクター
- がんすけどん、なはんちゃん（NHK盛岡放送局）
- ガンジロー（テレビ岩手）
- ミットくん（岩手めんこいテレビ）
- ゴエティー（岩手朝日テレビ）